# Хоспитал
Хо̀спитал (на английски: Hospital; на ирландски: An tOspidéal, по близко до английското произношение Хоспитъл) е град в Южна Ирландия. Разположен е в графство Лимерик на провинция Мънстър. Названието на града идва от Малтийския орден (на английски Knights Hospitaller, Найтс Хоспиталър), който построява тук катедрала през 1215 г. Населението му е 628 жители от преброяването през 2006 г. 